# IC 524
IC 524 је лентикуларна галаксија у сазвјежђу Хидра која се налази на листи објеката дубоког неба у Индекс каталогу.
Деклинација објекта је - 19° 11' 29" а ректасцензија 8h 58m 12,8s. Привидна величина (магнитуда) објекта IC 524 износи 14,1 а фотографска магнитуда 15,1. IC 524 је још познат и под ознакама ESO 564-1, NPM1G -18.0287, PGC 25198.